# Silvan Sidler
Silvan Sidler (Affoltern am Albis, 7 luglio 1998) è un calciatore svizzero, difensore del Winterthur.

## Caratteristiche tecniche
È un terzino sinistro.

## Palmarès

### Club

#### Competizioni nazionali
- Coppa Svizzera: 1

Lucerna: 2020-2021